# Горы (Кировский район)
Го́ры — деревня в Павловском городском поселении Кировского района Ленинградской области.

## История
На карте Санкт-Петербургской губернии 1792 года А. М. Вильбрехта упоминается деревня Малгова.
Как деревня Горы она обозначена на карте Санкт-Петербургской губернии Ф. Ф. Шуберта 1834 года.

ГОРЫ — деревня принадлежит статскому советнику Дубянскому и действительной статской советнице Голохвастовой, число жителей по ревизии у Дубянского: 26 м. п., 36 ж. п., у Голохвастовой: 29 м. п., 37 ж. п. (1838 год)

ГАРЫ — деревня Царскосельского дворцового правления, по почтовому тракту и просёлочной дороге, число дворов — 18, число душ — 52 м. п. (1856 год)

Число жителей деревни по X-ой ревизии 1857 года:
- 1-я часть — 42 м. п., 43 ж. п.
- 2-я часть — 29 м. п., 47 ж. п.[6].

ГОРЫ — деревня владельческая при колодцах, число дворов — 50, число жителей: 147 м. п., 175 ж. п. (1862 год)

В 1871 году мызу Раздвой (Надино) и 227 десятин земли при ней, за 6000 рублей приобрела жена отставного штабс-ротмистра М. И. Овчинникова.
Согласно подворной переписи 1882 года в деревне проживали:
- 1-я часть — 14 семей, число жителей: 34 м. п., 44 ж. п.; разряд крестьян — собственники
- 2-я часть — 13 семей, число жителей: 48 м. п., 43 ж. п.; разряд крестьян — удельные[6].

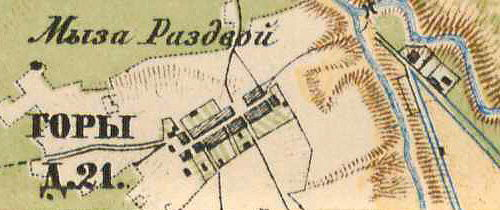
План деревни Горы. 1885 год

В 1885 году деревня состояла из 21 крестьянского двора и мызы Раздвой. По данным Материалов по статистике народного хозяйства в Шлиссельбургском уезде от 1885 года 13 крестьянских дворов в деревне (или 48 % всех дворов) занимались молочным животноводством.
По данным 1889 года в имении было 3 лошади, 2 коровы и один бык местной породы, а также 13 пчелиных ульев, покосы сдавались в аренду, хозяйством управляла сама владелица имения.
В 1900 году, согласно «Памятной книжке Санкт-Петербургской губернии», 227 десятин земли в мызе называемой Роздвой принадлежали поручику запаса Александру Александровичу Авчинникову, кроме того 256 десятин принадлежали дворянкам Надежде Белозёровой и Катерине Водовой.
В конце XIX — начале XX века деревня административно относилась к Ивановской волости 1-го стана Шлиссельбургского уезда Санкт-Петербургской губернии.
К 1913 году количество дворов увеличилось до 29.
С 1917 по 1923 год деревня Горы входила в состав Горского сельсовета Ивановской волости Шлиссельбургского уезда.
С 1923 года в составе Октябрьской волости Ленинградского уезда.
Согласно данным переписи населения СССР 1926 года в деревне Горы проживали 268 человек — все русские.
С февраля 1927 года в составе Мгинской волости, с августа 1927 года в составе 2-го Горского сельсовета Мгинского района.
С 1928 года в составе Мгинского сельсовета.
Станция Горы появилась в 1930-х годах.
По данным 1933 года деревня Горы входила в состав Мгинского сельсовета Мгинского района.
В 1940 году была открыта железнодорожная линия Ржевка — Горы.

План деревни Горы. 1941 год

Согласно топографической карте РККА 1941 года деревня насчитывала 87 дворов. На восточной окраине деревни находились: школа, мост через Мгу и брод через Войтоловку.
С 1 сентября 1941 года по 31 декабря 1943 года деревня находилась в оккупации.
В 1958 году население деревни Горы составляло 323 человека.
С 1959 года в составе Павловского поссовета.
С 1960 года в составе Тосненского района.
С 1963 года в составе Тосненского горсовета.
По данным 1966 и 1973 годов деревня Горы находилась в подчинении Павловского поссовета Тосненского района.
По данным 1990 года деревня Горы находилась в административном подчинении Павловского поселкового совета Кировского района.
В 1997 году в деревне Горы Павловского поссовета проживали 314 человек, в 2002 году — 282 человека (русские — 92 %).
В 2007 году в деревне Горы Павловского ГП — 265 человек.

## География
Деревня расположена в западной части района на автодороге 41А-004 (Павлово — Мга — Луга).
Расстояние до административного центра поселения — 11 км.
К северо-западу от деревни расположена остановочная платформа 45 км и железнодорожная развязка с линией Мга — Гатчина-Товарная.
Деревня находится на левом берегу реки Мги в месте впадения в неё реки Войтоловки.

## Демография
| 1862 | 2007 | 2010 | 2017 |
| ---- | ---- | ---- | ---- |
| 322  | ↘265 | ↗268 | ↗286 |

## Инфраструктура
Территория вокруг деревни занята садоводствами.

## Известные уроженцы
- Игнатьев, Николай Петрович — Герой Советского Союза

## Улицы
1-я линия, 2-я линия, 3-я линия, 4-я линия, Дорожная, Железнодорожная, Заречная, Косая, Набережная, Новая, Придорожная, Путейская, Советская, Центральная.